# Dead to Rights: Retribution
Dead to Rights: Retribution es un videojuego de disparos en tercera persona desarrollado por Volatile Games y publicado por Namco Bandai para las consolas PlayStation 3 y Xbox 360. Fue puesto a la venta en Europa y en América del Norte en abril de 2010, y en Japón en julio del mismo año. Es el cuarto juego de la serie Dead to Rights, y destaca por ser más oscura y explícitamente violenta que las tres entregas anteriores.
A pesar de ser la cuarta entrega de la serie, Retribution omite las historias de los tres anteriores títulos. Se trata de un reinicio de la serie, manteniendo los mismos personajes (Jack Slate y el perro Shadow) y el mismo escenario (la ficticia ciudad de Grant City) pero contando una historia totalmente nueva con algunos detalles vistos en el primer videojuego original (como por ejemplo, el asesinato del padre de Jack al inicio de la historia).

## Sinopsis
La historia de Dead to Rights: Retribution gira en torno al oficial de policía Jack Slate y su compañero canino Shadow, un perro husky siberiano K-9 de gran lealtad y sentido del deber. Jack es traicionado desde dentro del cuerpo de policía, y su objetivo es descubrir el misterio de esta traición. Junto con Shadow, ambos deben descifrar el complot y la corrupción que asola Grant City, una ciudad conflictiva como pocas, y enfrentarse al Sindicato y a las Triadas, dos bandas muy peligrosas que se están haciendo con el control de la ciudad.

## Sistema de juego
El jugador controla a Jack Slate, un oficial de policía experto en combate cuerpo a cuerpo (concretamente, en boxeo) y muy versátil con las armas de fuego. También puede llegar a controlar a su compañero Shadow, el perro, en determinadas misiones específicas para él.
La perspectiva del juego es en tercera persona, con la cámara situada sobre el hombro. Jack puede disparar equipándose con un arma de fuego, entre las que se encuentran pistolas, ametralladoras o escopetas. Retribution utiliza un sistema de coberturas que permite a Jack parapetarse tras ellas y mantenerse a cubierto en los tiroteos, así como abrir fuego desde ahí. En distancias cortas, Jack puede golpear con varias combinaciones de puñetazos y realizar fintas para esquivar golpes enemigos. También puede agarrar enemigos para utilizarlos como escudos humanos o lanzarlos. A medida que derrota enemigos, un indicador en pantalla se va llenando, lo que permite utilizar el modo "Concentración", que provoca que la acción se ralentice e incrementa la resistencia de Jack y su fuerza física, así como la precisión de su puntería con las armas. Así mismo, el jugador puede dar órdenes a Shadow para que recoja munición del suelo o ataque a algún enemigo cercano. Shadow puede recibir daño y quedar incapacitado. Para que vuelva a estar activo, basta con que el jugador se acerque a él.
En determinadas misiones, el jugador tiene total control sobre Shadow y debe superar ciertos objetivos exclusivamente con él. Shadow puede caminar, correr, y avanzar sigilosamente para pillar al enemigo desprevenido y ejecutarlo con una mordedura mortal. Shadow puede utilizar el modo "Instinto" que le permite rastrear a los enemigos y localizarlos a través de las paredes o edificios, para conocer su ubicación exacta.

## Personajes
- Jack Slate: Protagonista de la historia y personaje que el jugador controla la mayor parte del juego. Es un oficial de policía del departamento K-9. Posee un alto sentido del deber, pero posee un fuerte carácter y la tendencia de actuar impulsivamente, lo que le lleva a enfrentarse con sus superiores constantemente.
- Shadow: El compañero de Jack, un perro K-9 muy inteligente y leal, entrenado para el combate y la investigación. El jugador puede llegar a controlarle en algunas misiones. Tiene el aspecto de un husky siberiano, de gran tamaño que le hace parecer más un lobo que un perro.
- Frank Slate: El padre de Jack, un veterano detective del cuerpo de policía de Grant City. Es respetado y admirado en el departamento, incluso por sus superiores.
- Redwater: Miembro del cuerpo de operaciones tácticas del departamento de policía de Grant City. Conoce a Jack y a su familia a nivel personal.
- Faith Sands: Es una técnico sanitaria del cuerpo médico. Es muy amiga de Jack.
- Julian Temple: Oficial de policía no muy estimado en el departamento, dada su arrogancia.
- Predicador: Este personaje también apareció en el juego original Dead to Rights de 2002, pero en este juego es un predicador callejero.

## Contenido descargable
En junio de 2010, Namco puso a disposición de los jugadores un paquete de contenidos extra descargables mediante PlayStation Network (PS3) y Xbox Live (Xbox 360). Estos contenidos son:
- Depósito de pruebas: Una serie de opciones que permiten modificar algunos aspectos del juego. "Modo cine negro" permite jugar con la imagen en blanco y negro (excepto el color rojo de la sangre y del fuego); "Modo Shadow sigiloso" otorga al perro Shadow invisibilidad y permite pasar sus misiones sin que los enemigos se den cuenta de su presencia; "Modo acción" otorga a Jack munición infinita para todas las armas y concentración infinita para ralentizar el tiempo sin límite; "Modo blindaje GAC" viste a Jack con el uniforme del cuerpo GAC, dotado de protección adicional. Excepto el "Modo cine negro", al activar cualquiera del resto de opciones, se desactivan las clasificaciones de puntos y los logros/trofeos.
- Archivos del caso: Permite jugar dos escenarios nuevos. "Asalto a la comisaría del distrito 13" es una misión en la que el jugador puede controlar a dos miembros del GAC, Kodiak y Copperhead, en su misión de hacerse con el control de la comisaría de Grant City. Es una misión que complementa la historia principal del juego. "Antidisturbios" es un modo de juego en el que el jugador controla a Jack acompañado por Shadow, y debe sobrevivir a seis oleadas de enemigos, a la vez que consigue puntos matando enemigos y obteniendo bonificaciones.

## Recepción
En la web Metacritic, Dead to Rights: Retribution posee una puntuación de 60/100 para la versión de PlayStation 3, y 61/100 para la versión de Xbox 360. La revista IGN puntuó al juego con un 6 / 10, con la conclusión de ser "otro shooter más con momentos divertidos, pero podría estar mejor".